# Carlos Queiroz
Carlos Manuel Brito Leal Queiroz (* 1. März 1953 in Nampula, Mosambik) ist ein mosambikanisch-portugiesischer Fußballtrainer. Er gewann mehrere Auszeichnungen als Jugendtrainer und gilt als Entdecker der portugiesischen „Goldenen Generation“ der 1990er Jahre, zu denen Spieler wie Luís Figo und Rui Costa gehören. Er führte die portugiesische U-20-Fußballnationalmannschaft 1989 und 1991 zu zwei Weltmeistertiteln.

## Werdegang
Als Spieler machte er sich keinen Namen. Er war in seiner Jugend Torhüter bei Ferroviário de Nampula, einem Eisenbahnerverein in der damaligen portugiesischen Kolonie Mosambik. Er siedelte dann zur Zeit der Unabhängigkeit Mosambiks nach Portugal um.
Mit Queiroz qualifizierte sich die südafrikanische Nationalmannschaft für die Weltmeisterschaft 2002. Queiroz trat vor dem Turnier zurück – aufgrund von Meinungsverschiedenheiten mit dem damaligen Sportdirektor Jomo Sono. Er ging zu Manchester United als Co-Trainer von Sir Alex Ferguson und gewann in der Saison 2002/03 den englischen Meistertitel. Der Erfolg führte zum Interesse von Real Madrid, die ihren Coach Vicente del Bosque mit Queiroz Anfang der Saison 2003 ersetzten. Trotz allem hatte auch Queiroz keinen Erfolg bei den „Königlichen“, nach 10 Monaten kehrte er im Juli 2004 zurück zu Manchester United, wo er einen Drei-Jahres-Vertrag als Co-Trainer hatte.
Im Juli 2008 wechselte er als Nachfolger des Brasilianers Luiz Felipe Scolari, der das Traineramt beim englischen Spitzenklub FC Chelsea übernahm, als Trainer der portugiesischen Nationalelf zurück nach Portugal. Nach der erfolgreichen Zeit unter Scolari führte Queiroz die Nationalelf nur mit Mühe zur WM 2010, und konnte bei der Endrunde auch nicht mit seiner Mannschaft überzeugen. Wegen Beschimpfungen von Offiziellen während Dopingkontrollen vor der Weltmeisterschaft wurde Queiroz zunächst von der Anti-Doping-Agentur für sechs Monate gesperrt. Der portugiesische Fußballverband FPF zog hieraus Konsequenzen und entließ den Trainer am 9. September 2010 aus seinen Pflichten.
Am 4. April 2011 unterschrieb er einen Dreieinhalbjahresvertrag als Trainer des Irans. Nach der historischen Niederlage am 11. September 2012 gegen den Libanon während der WM-Qualifikation in Beirut geriet er in Kritik. Er konterte und warf dem AFC vor, nicht nach internationalen Standards zu arbeiten. Bereits im nächsten Spiel schlug seine Mannschaft den Hauptkonkurrenten Südkorea und qualifizierte sich schließlich als Gruppensieger direkt für die WM-Endrunde. Am 19. Juni 2014 gab er bekannt, nach der Weltmeisterschaft 2014 in Brasilien den Iranischen Fußballverband zu verlassen. Zu einer Kehrtwende kam es Mitte September 2014. Plötzlich fanden beide Seiten eine finanzielle Basis, um die Zusammenarbeit doch fortführen zu können. Queiroz nahm das nachgebesserte Angebot des Verbandes an und verlängerte seinen Vertrag bis zur WM 2018. 2017 führte er die Nationalmannschaft zum zweiten Mal zu einer WM-Endrunde, nachdem die Asien-Gruppe A als Erster gewonnen wurde.
Am 7. Februar 2019 wurde er in Bogotá als Verantwortlicher für die kolumbianische Fußballnationalmannschaft vom nationalen Verband vorgestellt. Nach verpatztem Start in die Qualifikation für die WM 2022 wurde er Anfang Dezember 2020 entlassen.

## Erfolge
- U-20-Weltmeisterschaft
  - Weltmeister: 1989, 1991
- U-19-Europameisterschaft
  - Vize-Europameister: 1988, 1990
- U-17-Europameisterschaft
  - Europameister: 1989
  - Vize-Europameister: 1988
- Sporting Lissabon
  - Portugiesischer Pokalsieger: 1995
  - Portugiesischer Supercupsieger: 1995
- Nagoya Grampus Eight
  - Japanischer Supercupsieger: 1996
- Real Madrid
  - Spanischer Supercupsieger: 2003